# 田中新一
田中 新一（たなか しんいち、1893年（明治26年）3月18日 - 1976年（昭和51年）9月24日）は、大正・昭和時代の陸軍軍人。最終階級は陸軍中将。

## 経歴
本籍新潟県。村松藩士・農業、田中寅五郎の長男として北海道釧路で生まれる。
仙台陸軍地方幼年学校、中央幼年学校を経て、1913年（大正2年）5月陸軍士官学校（25期）を卒業。同期に武藤章・富永恭次・佐藤幸徳・山内正文・山崎保代。
同年12月、陸軍少尉任官、歩兵第52連隊付となる。
1923年（大正12年）11月、陸軍大学校（35期）卒業。李王垠、栗林忠道、洪思翊、富永恭次、林義秀、那須弓雄、影佐禎昭、住吉正が同期。
1928年（昭和3年）から3年間に亘りソ連、ポーランドに駐在。満州国成立後、関東軍参謀に就く。
1936年（昭和11年）3月に陸軍省軍務局課員、同年8月に兵務局兵務課長となる。
1937年（昭和12年）1月の宇垣一成への組閣大命降下に際しては、嘗ての陸軍実力者による掣肘を嫌う石原莞爾参謀本部作戦課長らと陸軍中央を説得、陸相を推挙させずに宇垣内閣を流産させる。
なお、反宇垣派の中心的な人物であった田中と石原は仙台陸軍地方幼年学校の出身で、田中の原隊は歩兵第52連隊、石原の原隊は歩兵第65連隊でこれらはすべて宇垣軍縮により廃止されている。この怨念が反宇垣に走る原動力だったと理解することもできる。
同年3月には軍務局軍事課長に就任。7月7日の盧溝橋事件発生に当たり、武藤章参謀本部作戦課長と連携し、不拡大方針をとる石原莞爾参謀本部第1部長を押し切って5個師団10万人規模の北支増派を決定させ、北支事変に至る。
1939年（昭和14年）2月に駐蒙軍参謀長となり、同3月、陸軍少将に進む。
1940年（昭和15年）10月には、北部仏印進駐時の武力行使の責をとり更迭された富永恭次の後を受け、参謀本部第1部長に就任。対米関係が悪化する中、交渉の中止と開戦を強硬に主張し、慎重派の武藤章軍務局長と対立した。
1941年（昭和16年）10月、陸軍中将に昇進。
1942年（昭和17年）、ガダルカナル島増援のための民間船舶の増徴を図り、陸軍省との折衝に当たるが、12月5日、佐藤賢了軍務局長にこれを断られたことで作戦重視の田中は怒り、軍務局長室に怒鳴り込み、いきなり佐藤を殴って殴り合いの喧嘩となった。翌日には東條英機首相と直談判するために首相官邸に乗り込んだが、東條が生産力維持のために民間船徴用やこの方面での作戦に消極的であったため、東條を「馬鹿野郎」と面罵、辞表を提出する。結局15日間の重謹慎の後、南方軍総司令部付とされ、陸軍中央から遠ざけられた。結局、民間船増徴は認められ、これは当時は参謀総長ではなかった東條が統帥部の反撥を避けようとしたためともいわれる。以降、日本は民間船舶不足により生産力回復が不可能となり、敗戦の道を突き進んでいくことになる。
1943年（昭和18年）3月、北ビルマの第18師団長に親補され、フーコン渓谷のニンビンにおいて中国軍と交戦、補給の途絶えたまま長期持久戦を余儀なくされる。一方、田中が属する第15軍において、3月に着任した牟田口廉也軍司令官（前第18師団長）がインパール作戦を立案した際、参謀長の小畑信良少将はこの作戦を無謀と断じ、田中に説得の協力を頼んだ。田中は4月20日に開かれた兵団長会同の席上で牟田口に再考を促したが、同時に「小畑が牟田口に直接意見具申すべきで、統率上問題である」と付言し、これが小畑の罷免にまで進み、インパールの悲劇につながる。
1944年（昭和19年）9月にはビルマ方面軍参謀長に転じ、木村兵太郎方面軍司令官と共にビルマ南部の防衛に当たる。インパール勝利の余勢を駆って進撃するイギリス軍に対し、南北に流れるイラワジ河を防衛線として邀撃を図るが、インパール作戦による戦力の低下は著しく各戦線で敗退を重ねる。
1945年（昭和20年）3月には日本軍の拠点であるメイクテーラが陥落、東南部への全面的な撤退を余儀なくされた（イラワジ会戦）。イラワジ戦線の崩壊により、ビルマ方面軍司令部の所在する首都ラングーンへの圧力も高まる。木村兵太郎は田中の反対を押し切って、南方軍にも諮らずラングーン放棄を決定、4月23日に幕僚とともに170キロ東のモールメンに脱出した。結果としてビルマ政府や居留民を見捨てる形となり、混乱の中イギリス軍は5月2日にラングーンを奪回する。
1945年（昭和20年）5月31日、本土決戦を期して内地への転任が決まり、日本に帰還中にプノンペン近郊で飛行機が墜落、重傷を負い入院した。その後帰国し、第1総軍司令部付を経て、同年11月、予備役に編入された。1947年（昭和22年）11月28日、公職追放仮指定を受けた。
1955年、自著『大戦突入の真相』出版。
1976年（昭和51年）死去。

## 栄典
勲章等
- 1940年（昭和15年）8月15日 - 紀元二千六百年祝典記念章[5]

## 著書
- 『大戦突入の真相』元々社 民族教養新書、1955年
- 『田中作戦部長の証言 - 大戦突入の真相』松下芳男編、芙蓉書房、1978年

### 伝記
- 川田稔『陸軍作戦部長 田中新一 - なぜ参謀は対米開戦を叫んだのか？』文春新書、2025年1月

## 家族親族
- 弟 田中清（陸軍大佐）

## 関連人物
- 辻政信
- 服部卓四郎
- 東條英機
- 武藤章
- 小畑信良
- 木村兵太郎
- 牟田口廉也
- 佐藤賢了